# Plastelinki
Plastelinki – serial animowany produkcji polskiej wyprodukowany w latach 1980–1990. Zawiera 15 odcinków.
Serial opowiada o dwóch plastelinowych ludzikach – Ulepku i Bryłce, którzy przeżywają niesamowite przygody.

## Twórcy
- Reżyseria: Danuta Adamska-Strus, Eugeniusz Strus
- Scenariusz: Sławomir Grabowski, Antoni Bańkowski
- Muzyka: Marek Wilczyński, Robert Hobrzyk
- Dźwięk: Mieczysław Janik, Ewa Stańczuk
- Kierownictwo produkcji: Marian Sitek, Krystyna Zasada, Jolanta Wąsek
- Produkcja: Studio Małych Form Filmowych Se-ma-for

## Spis odcinków
1. Apetyt
2. Bzyk, bzyk
3. Zawody
4. Klocki
5. Audycja
6. Smok
7. Tik-tak
8. Gwóźdź
9. Guzik
10. Domek z kart
11. Termometr
12. Kotek
13. Skarby
14. Lustro
15. Szachy